# Dvory (Nymburki járás)
Dvory település Csehországban, a Nymburki járásban. Dvory Všechlapy, Čilec, Krchleby, Nymburk és Kamenné Zboží településekkel határos. Lakosainak száma 598 fő (2024. január 1.).

## Népesség
A település lakosságának változását az alábbi diagram mutatja:
| Lakosok száma | 353  | 556  | 744  | 597  | 641  | 531  | 547  | 552  | 566  | 598  |
|               | 1869 | 1890 | 1921 | 1950 | 1980 | 2001 | 2017 | 2019 | 2022 | 2024 |